# Amurbrücke Blagoweschtschensk – Heihe
Die Amurbrücke Blagoweschtschensk – Heihe (russisch Мост Благовещенск — Хэйхэ, chinesisch 黑河—布拉戈维申斯克界河公路大桥) ist eine zweispurige Autobahnbrücke über den Amur zwischen Blagoweschtschensk in der russischen Oblast Amur und Heihe in der chinesischen Provinz Heilongjiang.
Sie gilt als die erste russisch-chinesische Straßenbrücke der Geschichte über den Amur.

## Lage
Zwischen den am Amur unmittelbar gegenüberliegenden Orten Blagoweschtschensk und Heihe gab es lediglich Fähren und im Frühjahr und Herbst, wenn es keine Schifffahrt und keinen Eisgang gibt, zwei Pontonbrücken.
Die neue Amurbrücke liegt südlich des Ortes Heihe und ist mit dem Stadtgebiet von Blagoweschtschensk durch eine 20 km lange Umgehungs-Autobahn und eine über den Fluss Seja führende, 1,8 km lange Straßenbrücke verbunden. Eine zweite Brücke über die Seja ist im Bau.
Die nächste Straßenbrücke stromabwärts ist die 570 km Luftlinie entfernte Amurbrücke in russischen Chabarowsk.

## Beschreibung
Die 1284 m lange und ca. 18 m breite Brücke ist Teil eines 19,9 km langen Autobahnprojektes, mit dem es an die Autobahnnetze der beiden Staaten angeschlossen ist. Dazu gehören eine 265 m lange Brücke über einen Seitenarm des Amur, verschiedene Straßenbrücken sowie die beiden Grenzkontrollstellen.
Die Brücke hat eine 14,5 m breite Fahrbahn mit zwei Fahrspuren und beidseitigen Pannenstreifen, aber keine Gehwege. Die Ränder werden für die Geländer und die Verankerung der Spannglieder oder Schrägseile benötigt.
Die Extradosed-Brücke hat sieben Stromöffnungen mit sechs niedrigen, nach außen geneigten Stahlbeton-Pylonen, über deren abgerundete Köpfe jeweils vier Spannglieder laufen. Der Fahrbahnträger ist ein Verbund aus zwei stählernen Längsträgern mit Traversen und einer Betonplatte. Konstruktiv bildet der Fahrbahnträger mit den auf ihm stehenden Pylonen und den Spanngliedern eine Einheit. Die unteren Abschnitte der Pylone bilden die Pfeiler, die nur über bewegliche Lager mit dem Fahrbahnträger verbunden sind.

## Geschichte
Ideen für eine Brücke über den Amur gab es schon im letzten Jahrhundert. Ein erster Entwurf wurde 1995 vorgelegt. Der Gedanke an eine kombinierte Eisenbahn- und Straßenbrücke wurde dann zurückgestellt. 2014 unterzeichneten der Gouverneur der Region Amur und der Chef der chinesischen Provinz Heihe während der russisch-chinesischen Wirtschaftausstellung eine Absichtserklärung.
Der Baubeginn war im Dezember 2016. Die Planungs- und Vermessungsarbeiten wurden von der Amur-Abteilung des Institute Giprostroymost Saint Petersburg durchgeführt. Ende 2019 wurde die Brücke eröffnet.